# Christer Lillie
Christer Lillie (Lillie af Greger Mattssons ätt), född 1625, död 5 mars 1673, var en svensk militär.

## Biografi
Christer Lillie föddes 1625. Han var son till Chrisman Lillie och Alfrida Kruse af Elghammar. Lillie blev 5 februari 1637 student vid Uppsala universitet och 31 mars 1655 major vid Sinclairs rytteriregemente under kriget i Polen. Han blev senare överstelöjtnant. Lillie avled 1673 och begravdes i Drakeska gravkoret i Jönköping. Hans vapen uppsattes i Hässelby kyrka.

### Egendom
Lillie ägde gårdarna Kleva i Björnlunda socken och Liljeholmen i Torpa socken.

### Familj
Lillie gifte sig före 5 december 1653 med sin farbrors frus systerdotter Margareta Drake af Hagelsrum (död efter 1689), dotter till ståthållaren Knut Drake af Hagelsrum och Maria Magdalena von Masenbach.